# Orestias ispi
Orestias ispi —conocido como ispi (nombre utilizado en Bolivia y Perú)— es una especie de peces de la familia de los ciprinodóntidos en el orden de los ciprinodontiformes.

## Biología
Miden de 3 a 5 cm la mayoría de peces, los machos pueden alcanzar los 9 cm de longitud total.

## Distribución geográfica
Se encuentran en Sudamérica: en la cuenca del lago Titicaca (Perú y Bolivia).

## Consumo

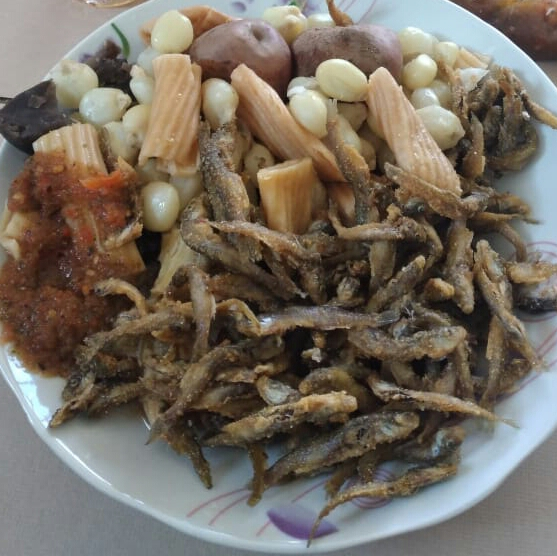
Plato que incluye ispi frito.

El ispi es parte de la dieta de las comunidades cercanas al lago Titicaca y las ciudades cercanas, como El Alto  y La Paz en Bolivia, también en Puno, en Perú. La pesca en la cuenca del Lago Titicaca está ligada a tecnologías y prácticas de las comunidades cercanas, entre estas prácticas se halla el uso del Qhani, red menuda elaborada en paja y totora.
Las prácticas poco controladas de pesca y la contaminación han supuesto que la especie se halle en estado vulnerable.
El pez se consume frito y acompañado de mote, chuño, papa o ají de papa o como pescado seco.